# Gondihalli, Gauribidanur
Gondihalli là một làng thuộc tehsil Gauribidanur, huyện Kolar, bang Karnataka, Ấn Độ.